# Gustav Springorum
Gustav Springorum (* 20. Mai 1862 in Koblenz; † 20. April 1927 in Berlin) war ein deutscher Jurist, Landrat in Waldbröl und Fulda sowie Regierungspräsident im Regierungsbezirk Kassel.

## Leben
Als Sohn eines Regierungsrates geboren, studierte Springorum nach dem Besuch des Gymnasiums in Birkenfeld Evangelische Theologie in Erlangen und Freiburg im Breisgau, dann Rechtswissenschaften in Bonn. Während seines Studiums in Erlangen wurde er 1882 Mitglied der Burschenschaft der Bubenreuther.
Nachdem er 1886 und 1891 seine Examen bestanden hatte, wurde er Regierungsassessor und 1891 Vertreter des Landrats im Kreis Ottweiler sowie Mitglied im Bezirksausschuss der Regierung in Köln. 1895 wurde er kommissarischer, 1896 Landrat im Kreis Waldbröl. 1903 wurde er kommissarischer Landrat und Polizeidirektor in Fulda. Er gehörte dem Synodalvorstand an und wurde 1912 zum Oberregierungsdirektor und Direktor des Oberversicherungsamtes bei der Regierung in Wiesbaden befördert. 1918 wurde er Stellvertretender Regierungspräsident von Wiesbaden. Als solcher vereitelte er 1919 den Putsch von Hans Adam Dorten, der sich in Wiesbaden als Präsident der Rheinischen Republik eingesetzt hatte.
Nachdem Springorum von der französischen Besatzungsmacht zu einer Geld- und Gefängnisstrafe verurteilt, amtsenthoben und ausgewiesen worden war, war er von 1919 bis 1926 als Regierungspräsident in Kassel tätig. 1921 erwarb er für die Jugendbewegung die Burg Ludwigstein an der Werra und ließ diese als Ehrenmal für die im Ersten Weltkrieg gefallene Jugend ausbauen und betreute sie als Schirmherr. Er war Mitglied der Landwirtschaftskammer der Rheinprovinz und im Vorstand der Rheinpreußischen Landwirtschaftlichen Genossenschaften. 1926 ging er in den Ruhestand, den er in Lübbesee bei Landsberg an der Warthe verbrachte.